# جاكلين جيسوس
جاكلين غوميز دي جيسوس (بالبرتغالية: Jaqueline Jesus‏) (ولدت 7 مارس/آذار 1987) عالمة نفسية برازيلية وكاتبة وناشطة.

## نبذة
جيسوس ابنة مشغل حاسوب ومدرّس علوم التعدين. لديها أخ وأخت أصغر منها. عاشت جيسوس معظم حياتها في سيلانديا. كانت طالبة جيدة، ودرست الكيمياء لمدة عام قبل أن تبدّل اختصاصها.
حصلت على ماجستير في علم النفس من جامعة برازيليا، ودكتوراه في علم النفس الاجتماعي، تعمل في منظمات في نفس الجامعة. عملت في جامعة برازيليا في الفترة من 2003-2008 كمستشارة في التنوّع ونسّقت مركز للطلاب السود.
كانت واحدة من منظمي مسيرة برازيليا لفخر المثليين، وشاركت في تطوير أهداف البرازيل لقبة الألفية للأمم المتحدة. عالجت جيسوس بشكلٍ استباقي الأفعال التمييزيّة، ورفضت قبول التحامل (الحكم المسبق) السلبي.
بدأت نشاطها في مجال حقوق الإنسان في عام 1997، مع مجموعة "Estructuración" البرازيلية للمثليين جنسيًا، وشغلت منصب السكرتيرة الأولى، وفي عام 1999 أصبحت رئيسة الجمعية. عملت في تلك الفترة جنبًا إلى جنب مع المؤسسات الحكومية والتعليمية، في مكافحة التحامل وتقييم الاختلافات، وتحدثت في افتتاح المؤتمر الوطني الخامس لحقوق الإنسان.
شاركت جيسوس في مختلف الحركات الاجتماعية. أسّست مع لويز موت في عام 2000 الرابطة الأكاديمية للمثليين والمثليات والمتعاطفين معهم في البرازيل، وشغلت منصب الأمين العام. عُيّنت في هيئة تحرير مجموعة الزنوج المثليين في ولاية باهيا؛ وأسست منظمة التوجهات المدنية للتوجه الجنسي غير الحكومية.